# Internazionali di Tennis Verona 2024 - Doppio
Il doppio del torneo di tennis professionistico Internazionali di Tennis Verona 2024, facente parte della categoria Challenger 125 nell'ambito dell'ATP Challenger Tour 2024, si è giocato dal 22 al 28 luglio a Verona, in Italia. Tra le coppie partecipanti erano assenti Federico Gaio e Andrea Pellegrino, i detentori del titolo.
In finale Marcelo Demoliner e Guillermo Durán hanno sconfitto Yanaki Milev e Petr Nesterov con il punteggio di 6(6)–7, 7–6(3), [15–13].

## Teste di serie
1. Karol Drzewiecki /  Piotr Matuszewski (semifinale)
2. Marcelo Demoliner /  Guillermo Durán (campioni)

1. Filip Bergevi /  Mick Veldheer (primo turno)
2. Daniel Dutra da Silva /  Gonzalo Villanueva (quarti di finale)

## Wildcard
1. Tommaso Compagnucci /  Mariano Tammaro (primo turno)

1. Luca Giacomini /  Lorenzo Sciahbasi (quarti di finale)

## Tabellone

### Legenda
| - Q = Qualificato - WC = Wild card - LL = Lucky loser | - ALT = Alternate - SE = Special Exempt - PR = Protected Ranking | - w/o = Walkover - r = Ritirato - d = Squalificato |

|  | Primo turno | Primo turno                             | Primo turno                             | Primo turno | Primo turno |  |  | Quarti di finale | Quarti di finale                        | Quarti di finale           | Quarti di finale           | Quarti di finale    |   |      | Semifinali | Semifinali                              | Semifinali                              | Semifinali                        | Semifinali |   |      | Finale | Finale | Finale | Finale | Finale |  |
|  |             |                                         |                                         |             |             |  |  |                  |                                         |                            |                            |                     |   |      |            |                                         |                                         |                                   |            |   |      |        |        |        |        |        |  |
|  | 1           | K Drzewiecki P Matuszewski              | K Drzewiecki P Matuszewski              | 6           | 6           |  |  |                  |                                         |                            |                            |                     |   |      |            |                                         |                                         |                                   |            |   |      |        |        |        |        |        |  |
|  |             | F Maestrelli S Vincent Ruggeri          | F Maestrelli S Vincent Ruggeri          | 0           | 4           |  |  | 1                | K Drzewiecki P Matuszewski              | K Drzewiecki P Matuszewski | K Drzewiecki P Matuszewski | w/o                 |   |      |            |                                         |                                         |                                   |            |   |      |        |        |        |        |        |  |
|  |             | G Bueno Á Guillén Meza                  | 6                                       | 5           | [10]        |  |  |                  | G Bueno Á Guillén Meza                  | G Bueno Á Guillén Meza     | G Bueno Á Guillén Meza     |                     |   |      |            |                                         |                                         |                                   |            |   |      |        |        |        |        |        |  |
|  |             | G Ricca M Serafini                      | 2                                       | 7           | [7]         |  |  |                  |                                         |                            |                            |                     |   |      | 1          | K Drzewiecki P Matuszewski              | 6                                       | 65                                | [5]        |   |      |        |        |        |        |        |  |
|  | 3           | F Bergevi M Veldheer                    | 5                                       | 7           | [7]         |  |  |                  |                                         |                            | Y Milev P Nesterov         | 4                   | 7 | [10] |            |                                         |                                         |                                   |            |   |      |        |        |        |        |        |  |
|  |             | Y Milev P Nesterov                      | 7                                       | 65          | [10]        |  |  |                  | Y Milev P Nesterov                      | Y Milev P Nesterov         | 712                        | 6                   |   |      |            |                                         |                                         |                                   |            |   |      |        |        |        |        |        |  |
|  | WC          | T Compagnucci M Tammaro                 | T Compagnucci M Tammaro                 | 5           | 3           |  |  | WC               | L Giacomini L Sciahbasi                 | L Giacomini L Sciahbasi    | 610                        | 4                   |   |      |            |                                         |                                         |                                   |            |   |      |        |        |        |        |        |  |
|  | WC          | L Giacomini L Sciahbasi                 | L Giacomini L Sciahbasi                 | 7           | 6           |  |  |                  |                                         |                            |                            |                     |   |      |            | Yanaki Milev Petr Nesterov              | 78                                      | 63                                | [13]       |   |      |        |        |        |        |        |  |
|  |             | F Romano A Virgili                      | F Romano A Virgili                      | 2           | 2           |  |  |                  |                                         |                            |                            |                     |   |      |            |                                         | 2                                       | Marcelo Demoliner Guillermo Durán | 6          | 7 | [15] |        |        |        |        |        |  |
|  |             | M Pucinelli de Almeida JL Reis da Silva | M Pucinelli de Almeida JL Reis da Silva | 6           | 6           |  |  |                  | M Pucinelli de Almeida JL Reis da Silva | 62                         | 6                          | [10]                |   |      |            |                                         |                                         |                                   |            |   |      |        |        |        |        |        |  |
|  |             | B Bayldon M Hermans                     | 7                                       | 3           | [2]         |  |  | 4                | D Dutra da Silva G Villanueva           | 7                          | 0                          | [7]                 |   |      |            |                                         |                                         |                                   |            |   |      |        |        |        |        |        |  |
|  | 4           | D Dutra da Silva G Villanueva           | 64                                      | 6           | [10]        |  |  |                  |                                         |                            |                            |                     |   |      |            | M Pucinelli de Almeida JL Reis da Silva | M Pucinelli de Almeida JL Reis da Silva | 3                                 | 4          |   |      |        |        |        |        |        |  |
|  |             | N Fatić FC Jianu                        | 1                                       | 6           | [10]        |  |  |                  |                                         | 2                          | M Demoliner G Durán        | M Demoliner G Durán | 6 | 6    |            |                                         |                                         |                                   |            |   |      |        |        |        |        |        |  |
|  |             | A-u-H Qureshi D Vega Hernández          | 6                                       | 1           | [4]         |  |  |                  | N Fatić FC Jianu                        | N Fatić FC Jianu           | 5                          | 4                   |   |      |            |                                         |                                         |                                   |            |   |      |        |        |        |        |        |  |
|  |             | I Carou B Pujol Navarro                 | I Carou B Pujol Navarro                 | 2           | 2           |  |  | 2                | M Demoliner G Durán                     | M Demoliner G Durán        | 7                          | 6                   |   |      |            |                                         |                                         |                                   |            |   |      |        |        |        |        |        |  |
|  | 2           | M Demoliner G Durán                     | M Demoliner G Durán                     | 6           | 6           |  |  |                  |                                         |                            |                            |                     |   |      |            |                                         |                                         |                                   |            |   |      |        |        |        |        |        |  |